# Tabernaemontana hystrix
Tabernaemontana hystrix là một loài thực vật có hoa trong họ La bố ma. Loài này được Steud. miêu tả khoa học đầu tiên năm 1841.